# Lijst van voetbalinterlands Zweden - Zwitserland
Deze lijst van voetbalinterlands is een overzicht van alle officiële voetbalwedstrijden tussen de nationale teams van Zweden en Zwitserland. De landen speelden tot op heden 29 keer tegen elkaar. De eerste ontmoeting, een vriendschappelijke wedstrijd, werd gespeeld in Stockholm op 6 juni 1920. Het laatste duel, een achtste finale tijdens hat Wereldkampioenschap voetbal 2018, vond plaats op 3 juli 2018 in Sint-Petersburg (Rusland).

## Wedstrijden
| №  | Plaats          | Datum             | Competitie           | Wedstrijd            | Uitslag |
| -- | --------------- | ----------------- | -------------------- | -------------------- | ------- |
| 1  | Stockholm       | 6 juni 1920       | Vriendschappelijk    | Zweden – Zwitserland | 0 – 1   |
| 2  | Colombes        | 5 juni 1924       | OS 1924              | Zwitserland – Zweden | 2 – 1   |
| 3  | Zürich          | 6 november 1927   | Vriendschappelijk    | Zwitserland – Zweden | 2 – 2   |
| 4  | Stockholm       | 15 juni 1930      | Vriendschappelijk    | Zweden – Zwitserland | 1 – 0   |
| 5  | Bazel           | 6 november 1932   | Vriendschappelijk    | Zwitserland – Zweden | 2 – 1   |
| 6  | Stockholm       | 21 juni 1936      | Vriendschappelijk    | Zweden – Zwitserland | 5 – 2   |
| 7  | Zürich          | 15 november 1942  | Vriendschappelijk    | Zwitserland – Zweden | 3 – 1   |
| 8  | Stockholm       | 14 juni 1943      | Vriendschappelijk    | Zweden – Zwitserland | 1 – 0   |
| 9  | Genève          | 25 november 1945  | Vriendschappelijk    | Zwitserland – Zweden | 3 – 0   |
| 10 | Stockholm       | 7 juli 1946       | Vriendschappelijk    | Zweden – Zwitserland | 7 – 2   |
| 11 | Genève          | 12 november 1950  | Vriendschappelijk    | Zwitserland – Zweden | 4 – 2   |
| 12 | Helsingborg     | 7 mei 1958        | Vriendschappelijk    | Zweden – Zwitserland | 3 – 2   |
| 13 | Stockholm       | 28 mei 1961       | WK 1962 kwalificatie | Zweden – Zwitserland | 4 – 0   |
| 14 | Bern            | 9 oktober 1961    | WK 1962 kwalificatie | Zwitserland – Zweden | 3 – 2   |
| 15 | West-Berlijn    | 12 november 1961  | WK 1962 kwalificatie | Zwitserland – Zweden | 2 – 1   |
| 16 | Genève          | 26 april 1972     | Vriendschappelijk    | Zwitserland – Zweden | 1 – 1   |
| 17 | Malmö           | 9 juni 1974       | Vriendschappelijk    | Zweden – Zwitserland | 0 – 0   |
| 18 | Bazel           | 9 oktober 1976    | WK 1978 kwalificatie | Zwitserland – Zweden | 1 – 2   |
| 19 | Solna           | 8 juni 1977       | WK 1978 kwalificatie | Zweden – Zwitserland | 2 – 1   |
| 20 | Bern            | 2 mei 1984        | Vriendschappelijk    | Zwitserland – Zweden | 0 – 0   |
| 21 | Solna           | 24 september 1986 | EK 1988 kwalificatie | Zweden – Zwitserland | 2 – 0   |
| 22 | Lausanne        | 17 juni 1987      | EK 1988 kwalificatie | Zwitserland – Zweden | 1 – 1   |
| 23 | Luzern          | 9 oktober 1991    | Vriendschappelijk    | Zwitserland – Zweden | 3 – 1   |
| 24 | Borås           | 11 augustus 1993  | Vriendschappelijk    | Zweden – Zwitserland | 1 – 2   |
| 25 | Bern            | 12 oktober 1994   | EK 1996 kwalificatie | Zwitserland – Zweden | 4 – 2   |
| 26 | Gotenburg       | 6 september 1995  | EK 1996 kwalificatie | Zweden – Zwitserland | 0 – 0   |
| 27 | Genève          | 25 april 2001     | Vriendschappelijk    | Zwitserland – Zweden | 0 – 2   |
| 28 | Malmö           | 27 maart 2002     | Vriendschappelijk    | Zweden – Zwitserland | 1 – 1   |
| 29 | Sint-Petersburg | 3 juli 2018       | WK 2018              | Zweden – Zwitserland | 1 − 0   |
| 30 | Solna           | 10 oktober 2025   | WK 2026 kwalificatie | Zweden – Zwitserland |         |
| 31 |                 | 15 november 2025  | WK 2026 kwalificatie | Zwitserland – Zweden |         |

## Samenvatting
| Competitie        | Totaal gespeeld | Winst Zweden | Gelijk | Winst Zwitserland | Doelsaldo Zweden – Zwitserland |
| ----------------- | --------------- | ------------ | ------ | ----------------- | ------------------------------ |
| WK-eindronde      | 1               | 1            | 0      | 0                 | 1 − 0                          |
| WK-kwalificatie   | 5               | 3            | 0      | 2                 | 11 − 7                         |
| EK-kwalificatie   | 4               | 1            | 2      | 1                 | 5 − 5                          |
| Olympische Spelen | 1               | 0            | 0      | 1                 | 1 − 2                          |
| Vriendschappelijk | 18              | 6            | 5      | 7                 | 29 − 28                        |
| Totaal            | 29              | 11           | 7      | 11                | 47 − 42                        |

## Details

### Eerste ontmoeting
| Vriendschappelijk (Stockholm, Zweden, 6 juni 1920): |              | |
| Zweden | 0 – 1        | Zwitserland |
| | goals        | 82' Frédéric Martenet |
| Anton Johanson | bondscoach   | Selectiecommissie |
| Adolf Zander Valdus Lund Henning Svensson Oskar Berndtsson Ragnar Wicksell Nils Karlsson Rune Wenzel Albert Olsson Herbert Karlsson Carl Dahl Mauritz Sandberg | opstellingen | Alfred Berger Gustav Gottenkieny Pierre Collet Jacob Schneebeli Paul Schmiedlin Aaron Pollitz Frédéric Martenet Oskar Merkt Jean Martenet Georges Kramer Albert Halter |
| - Debuut van Jean Martenet (FC Cantonal) en Albert Halter (FC Luzern) voor Zwitserland.                                                                        |              | |

### Tweede ontmoeting
| Olympische Zomerspelen 1924 (Parijs, Frankrijk, 5 juni 1924):                                                                                                |                | |
| Zweden | 1 – 2          | Zwitserland |
| Rudolf Kock 41' | goals          | 15' Max Abegglen 77' Max Abegglen |
| József Nagy | bondscoach(es) | Jimmy Hogan Teddy Duckworth Dori Kürschner |
| Sigfrid Lindberg Axel Alfredsson Fritjof Hillén Sven Friberg Gustaf Carlson Harry Sundberg Charles Brommesson Sven Rydell Per Kaufeldt Carl Dahl Rudolf Kock | opstellingen   | Hans Pulver Adolphe Reymond Rudolf Ramseyer August Oberhauser Paul Schmiedlin Aaron Pollitz Karl Ehrenbolger Robert Pache Max Abegglen Paul Fässler Walter Dietrich |

### Derde ontmoeting
| Vriendschappelijk (Zürich, Zwitserland, 6 november 1927): |              | |
| Zwitserland | 2 – 2        | Zweden |
| Rudolf Ramseyer 20' (pen.) Max Abegglen 26' | goals        | 21' Sven Rydell 33' Knut Kroon |
| Selectiecommissie | bondscoach   | József Nagy |
| Frank Séchehaye Jacob Schneebeli Rudolf Ramseyer August Geser Kurt Pichler Max Neuenschwander Gaston Tschirren André Abegglen Willy Jäggi Max Abegglen Edmond Bailly | opstellingen | Sigfrid Lindberg Axel Alfredsson Gunnar Zacharoff Åke Hansson Gunnar Holmberg Verner Andersson Charles Brommesson Sven Rydell Carl-Erik Holmberg Filip Johansson Knut Kroon |
| - Debuut van André Abegglen (Étoile Carouge FC) voor Zwitserland. |              | |

### Zeventiende ontmoeting
| Vriendschappelijk (Malmö, Zweden, 9 juni 1974): |              | |
| Zweden | 0 – 0        | Zwitserland |
| | goals        | |
| Georg Ericson | bondscoach   | René Hüssy |
| Ronnie Hellström Jan Olsson Björn Nordqvist 46' Bo Larsson Björn Andersson Ove Grahn Staffan Tapper Sven Lindman 46' Conny Torstensson Roland Sandberg Ralf Edström | opstellingen | Erich Burgener Jean-Yves Valentini Gilbert Guyot Lucio Bizzini 58' René Botteron Ernst Rutschmann André Meyer Jakob Kuhn Hanspeter Schild Daniel Jeandupeux 46' Peter Risi |
| Kent Karlsson 46' Benno Magnusson 46' | wissels      | 46' Rudolf Elsener 58' Ulrich Wegmann |
| - Debuut van Lucio Bizzini, Peter Risi, Rudolf Elsener en René Botteron voor Zwitserland.                                                                           |              | |

### Twintigste ontmoeting
| Vriendschappelijk (Bern, Zwitserland, 2 mei 1984): |              | |
| Zwitserland | 0 – 0        | Zweden |
| | goals        | |
| Paul Wolfisberg | bondscoach   | Lars Arnesson |
| Roger Berbig 46' Roger Wehrli Charles In-Albon André Egli Silvano Bianchi Alain Geiger 85' Heinz Hermann Raimondo Ponte 78' Umberto Barberis Jean-Paul Brigger Manfred Braschler 37' | opstellingen | Thomas Ravelli Ingemar Erlandsson Glenn Hysén Sven Dahlkvist Stig Fredriksson 77' Ulf Eriksson Robert Prytz 85' Glenn Strömberg Hans Holmquist 56' Thomas Sunesson Håkan Sandberg |
| Georges Bregy 37' Erich Burgener 46' Pascal Zaugg 78' Marco Schällibaum 85' | wissels      | 56' Mats Jingblad 77' Andreas Ravelli 85' Sten-Ove Ramberg68 |

### 22ste ontmoeting
| EK 1988 kwalificatie (Lausanne, Zwitserland, 17 juni 1987): |              | |
| Zwitserland | 1 – 1        | Zweden |
| André Halter 58' | goals        | 60' Johny Ekström |
| Daniel Jeandupeux | bondscoach   | Olle Nordin |
| Martin Brunner Stefan Marini Martin Weber Claude Ryf Marcel Koller Georges Bregy 75' Heinz Hermann Beat Sutter André Halter Christophe Bonvin 79' Alain Geiger | opstellingen | Thomas Ravelli Roland Nilsson Andreas Ravelli Peter Larsson Stig Fredriksson Ulf Eriksson Robert Prytz Glenn Strömberg Hans Holmquist 79' Lennart Nilsson Johny Ekström |
| Urs Bamert 75' Alain Sutter 79' | wissels      | 79' Mats Magnusson |
| André Halter 64' | gele kaarten | |

### 23ste ontmoeting
| Vriendschappelijk (Luzern, Zwitserland, 9 oktober 1991): |              | |
| Zwitserland | 3 – 1        | Zweden |
| Stéphane Chapuisat 12' Dominique Herr 44' Kubilay Türkyilmaz 53' | goals        | 89' Jan Eriksson |
| Uli Stielike | bondscoach   | Tommy Svensson |
| Stefan Huber 46' Marc Hottiger Dominique Herr Herbert Baumann Beat Sutter 78' Alain Sutter 46' Ciri Sforza Marcel Heldmann Heinz Hermann 89' Kubilay Türkyilmaz Stéphane Chapuisat 68' | opstellingen | Thomas Ravelli Jan Eriksson Mats Gren Peter Larsson Magnus Erlingmark Klas Ingesson Jonas Thern 71' Anders Limpar 82' Roger Ljung 59' Kennet Andersson Tomas Brolin |
| Martin Brunner 46' Peter Schepull 46' Christophe Bonvin 68' Patrick Sylvestre 78' Christophe Ohrel 89'                                                                                 | wissels      | 59' Mikael Martinsson 71' Stefan Rehn 82' Ken Burwall |
| Herbert Baumann 36' | gele kaarten | 66' Roger Ljung |
| - Debuut van Ken Burwall (Djurgårdens IF) voor Zweden. |              | |

### 25ste ontmoeting
| EK 1996 kwalificatie (Bern, Zwitserland, 12 oktober 1994): |              | |
| Zwitserland | 4 – 2        | Zweden |
| Christophe Ohrel 36' Jesper Blomqvist 64' (e.d.) Ciriaco Sforza 79' Kubilay Türkyilmaz 81'                                                                          | goals        | 5' Kennet Andersson 61' Martin Dahlin |
| Roy Hodgson | bondscoach   | Tommy Svensson |
| Marco Pascolo Marc Hottiger Dominique Herr Alain Geiger Pascal Thüler Christophe Ohrel Alain Sutter Murat Yakin 83' Marco Grassi 67' Ciri Sforza Stéphane Chapuisat | opstellingen | Thomas Ravelli Roland Nilsson Patrik Andersson Joachim Björklund Pontus Kåmark Stefan Schwarz 49' Jonas Thern 82' Jesper Blomqvist Martin Dahlin Kennet Andersson Tomas Brolin |
| Kubilay Türkyilmaz 67' Stéphane Henchoz 83' | wissels      | 49' Håkan Mild 82' Henrik Larsson |
| Murat Yakin 79' | gele kaarten | 22' Jesper Blomqvist 51' Martin Dahlin |
| - Honderdste interland van aanvoerder Alain Geiger (FC Sion) voor Zwitserland.                                                                                      |              | |

### 26ste ontmoeting
| EK 1996 kwalificatie (Gotenburg, Zweden, 6 september 1995): |              | |
| Zweden | 0 – 0        | Zwitserland |
| | goals        | |
| Tommy Svensson | bondscoach   | Roy Hodgson |
| Bengt Andersson Pontus Kamark Joachim Björklund Patrik Andersson Mikael Nielsson Niclas Alexandersson Stefan Schwarz 88' Jonas Thern Tomas Brolin 78' Martin Dahlin Kennet Andersson | opstellingen | Marco Pascolo Marc Hottiger Alain Geiger Stephane Henchoz Yvan Quentin Christophe Ohrel Ciriaco Sforza Sébastien Fournier 46' Alain Sutter Adrian Knup 90' Kubilay Türkyilmaz |
| Henrik Larsson 78' Magnus Erlingmark 88' | wissels      | 46' Dominique Herr 90' Marco Grassi |
| Joachim Björklund 9' Martin Dahlin 87' | gele kaarten | 84' Kubilay Türkyilmaz |

### 27ste ontmoeting
| Vriendschappelijk (Genève, Zwitserland, 25 april 2001): |              | |
| Zwitserland | 0 – 2        | Zweden |
| | goals        | 61' Anders Svensson 79' Anders Svensson |
| Enzo Trossero | bondscoach   | Tommy Söderberg |
| Marco Pascolo 46' Marc Zellweger Marco Zwyssig 46' Giuseppe Mazarelli Yvan Quentin 46' Johann Lonfat 72' Raphaël Wicky 46' Johann Vogel Massimo Lombardo Léonard Thurre Alexander Frei 67' | opstellingen | Magnus Hedman 46' Niclas Alexandersson 46' Patrik Andersson Olof Mellberg Teddy Lučić 46' Daniel Andersson 87' Anders Svensson 77' Håkan Mild 70' Fredrik Ljungberg 46' Zlatan Ibrahimović Henrik Larsson |
| Jörg Stiel 46' Ramon Vega 46' Ludovic Magnin 46' Patrick Bühlmann 46' Alexandre Rey 67' Dario Rota 72'                                                                                     | wissels      | 46' Karl Corneliusson 46' Klebér Saarenpää 46' Marcus Allbäck 46' Tobias Linderoth 70' Magnus Svensson 77' Yksel Osmanovski 87' Christoffer Andersson                                                     |
| Marc Zellweger 57' | gele kaarten | 85' Magnus Svensson |

### 28ste ontmoeting
| Vriendschappelijk (Malmö, Zweden, 27 maart 2002): |              | |
| Zweden | 1 – 1        | Zwitserland |
| Marcus Allbäck 29' | goals        | 54' Ricardo Cabanas |
| Lars Lagerbäck en Tommy Söderberg | bondscoach   | Jakob Kuhn |
| Magnus Hedman 46' Olof Mellberg Michael Svensson Johan Mjällby Erik Edman Tobias Linderoth 46' Niclas Alexandersson Anders Svensson 82' Jesper Blomqvist 46' Henrik Larsson Marcus Allbäck 69' | opstellingen | Fabrice Borer Bernt Haas 76' Stéphane Henchoz Murat Yakin Ludovic Magnin Ricardo Cabanas Fabio Celestini Sébastien Fournier Alexander Frei Hakan Yakin 66' Blaise Nkufo |
| Andreas Isaksson 46' Mattias Jonson 46' Marcus Lantz 46' Fredrik Söderström 46' Zlatan Ibrahimović 69' Daniel Andersson 82'                                                                    | wissels      | 66' Massiomo Lombardo 76' Marco Zwyssig |
| | gele kaarten | 64' Hakan Yakin 79' Ludovic Magnin |
| - Debuut van Andreas Isaksson (Djurgårdens IF) voor Zweden. |              | |

SvFF · A-internationals · Selecties · Bondscoaches · Zweeds vrouwenelftal · Olympisch elftal · Zweden U21 · Zweden U20 · Zweden U19 · Zweden U18 · Zweden U17 · Zweden U16 · Vrouwen U17
1908 – 1919 ·
1920 – 1929 ·
1930 – 1939 ·
1940 – 1949 ·
1950 – 1959 ·
1960 – 1969 ·
1970 – 1979 ·
1980 – 1989 ·
1990 – 1999 ·
2000 – 2009 ·
2010 – 2019 ·
2020 − 2029
EK 1960 · 
EK 1964 · 
EK 1968 · 
EK 1972 · 
EK 1976 · 
EK 1980 · 
EK 1984 · 
EK 1988 · 
EK 1992 ·
EK 1996 · 
EK 2000 ·
EK 2004 ·
EK 2008 ·
EK 2012 · 
EK 2016 · 
EK 2020
WK 1930 · 
WK 1934 ·
WK 1938 ·
WK 1950 ·
WK 1954 · 
WK 1958 ·
WK 1962 · 
WK 1966 · 
WK 1970 ·
WK 1974 ·
WK 1978 ·
WK 1982 · 
WK 1986 · 
WK 1990 ·
WK 1994 ·
WK 1998 · 
WK 2002 ·
WK 2006 ·
WK 2010 · 
WK 2014 · 
WK 2018
OS 1908 · 
OS 1912 · 
OS 1920 · 
OS 1924 · 
OS 1928 · 
OS 1932 · 
OS 1936 · 
OS 1948 · 
OS 1952 · 
OS 1956 · 
OS 1964 · 
OS 1968 · 
OS 1972 · 
OS 1976 · 
OS 1980 · 
OS 1984 · 
OS 1988 · 
OS 1992 · 
OS 1996 · 
OS 2000 · 
OS 2004 · 
OS 2008 · 
OS 2012 · 
OS 2016
1908 · 
1909 · 
1910 · 
1911 · 
1912 · 
1913 · 
1914 · 
1915 · 
1916 · 
1917 · 
1918 · 
1919 · 
1920 · 
1921 · 
1922 · 
1923 · 
1924 · 
1925 · 
1926 · 
1927 · 
1928 · 
1929 · 
1930 · 
1931 · 
1932 · 
1933 · 
1934 · 
1935 · 
1936 · 
1937 · 
1938 · 
1939 · 
1940 ·
1941 ·
1942 ·
1943 ·
1944  ·
1945 · 
1946 · 
1947 · 
1948 · 
1949 · 
1950 · 
1952 · 
1952 · 
1953 · 
1954 · 
1955 · 
1956 · 
1957 · 
1958 · 
1959 ·
1960 · 
1961 · 
1962 · 
1963 · 
1964 · 
1965 · 
1966 · 
1967 · 
1968 · 
1969 ·
1970 · 
1971 · 
1972 · 
1973 · 
1974 · 
1975 · 
1976 · 
1977 · 
1978 · 
1979 ·
1980 · 
1981 · 
1982 · 
1983 · 
1984 · 
1985 · 
1986 · 
1987 · 
1988 · 
1989 · 
1990 · 
1991 · 
1992 · 
1993 · 
1994 · 
1995 · 
1996 · 
1997 · 
1998 · 
1999 · 
2000 · 
2001 · 
2002 · 
2003 · 
2004 · 
2005 · 
2006 · 
2007 · 
2008 · 
2009 · 
2010 · 
2011 · 
2012 · 
2013 · 
2014 · 
2015 · 
2016 · 
2017 · 
2018 ·
2019 ·
2020 ·
2021
Albanië ·
Algerije ·
Argentinië ·
Armenië ·
Australië ·
Azerbeidzjan ·
Bahrein ·
Barbados ·
België ·
Bosnië en Herzegovina ·
Botswana ·
Brazilië ·
Bulgarije ·
Chili ·
China ·
Colombia ·
Costa Rica ·
Cuba ·
Cyprus ·
DDR ·
Denemarken ·
Duitsland ·
Ecuador ·
Egypte ·
Engeland ·
Estland ·
Faeröer ·
Finland ·
Frankrijk ·
Georgië ·
Griekenland ·
Hongarije ·
Ierland ·
IJsland ·
Iran ·
Israël ·
Italië ·
Ivoorkust ·
Jamaica ·
Japan ·
Joegoslavië ·
Jordanië ·
Kameroen ·
Kazachstan ·
Kosovo ·
Kroatië ·
Letland ·
Liechtenstein ·
Litouwen ·
Luxemburg ·
Maleisië ·
Malta ·
Mexico ·
Moldavië ·
Montenegro ·
Nederland ·
Nieuw-Zeeland ·
Nigeria ·
Noord-Ierland ·
Noord-Korea ·
Noord-Macedonië ·
Noorwegen ·
Oekraïne ·
Oezbekistan ·
Oman ·
Oostenrijk ·
Paraguay ·
Peru ·
Polen ·
Portugal ·
Qatar ·
Roemenië ·
Rusland ·
San Marino ·
Saoedi-Arabië ·
Schotland ·
Senegal ·
Servië ·
Singapore ·
Slovenië ·
Slowakije ·
Sovjet-Unie ·
Spanje ·
Syrië ·
Thailand ·
Trinidad en Tobago ·
Tsjechië ·
Tsjecho-Slowakije ·
Tunesië ·
Turkije ·
Uruguay ·
Venezuela ·
Verenigde Arabische Emiraten ·
Verenigde Staten ·
Verenigd Koninkrijk ·
Wales ·
Wit-Rusland ·
Zuid-Afrika ·
Zuid-Korea ·
Zwitserland
Brazilië (1958) ·
Duitsland (2006) ·
Duitsland (2018) ·
Engeland (2006) ·
Engeland (2012) ·
Engeland (2018) ·
Frankrijk (2012) ·
Griekenland (2008) ·
Ierland (2016) ·
Italië (2016) ·
Mexico (2018) ·
Oekraïne (2012) ·
Oekraïne (2021) ·
Paraguay (2006) ·
Polen (2021) ·
Rusland (2008) ·
Slowakije (2021) ·
Spanje (2008) ·
Spanje (2021) ·
Trinidad en Tobago (2006) ·
Zuid-Korea (2018) ·
Zwitserland (2018)
SFV · A-internationals · Selecties · Bondscoaches · Zwitsers vrouwenelftal · Olympisch elftal · Zwitserland U21 · Zwitserland U19 · Zwitserland U18 · Zwitserland U17 · Zwitserland U16 · Vrouwen U17
1905 – 1919 · 
1920 – 1929 · 
1930 – 1939 · 
1940 – 1949 · 
1950 – 1959 · 
1960 – 1969 · 
1970 – 1979 · 
1980 – 1989 · 
1990 – 1999 · 
2000 – 2009 · 
2010 – 2019 · 
2020 – 2029
EK's: 1996 · 
2004 · 
2008 · 
2016 · 
2020 · 
2024
WK's: 1934 · 
1938 · 
1950 · 
1954 · 
1962 · 
1966 · 
1994 · 
2006 · 
2010 · 
2014 · 
2018 · 
2022
OS: 1924 · 
1928 · 
2012
1905 · 
1906 · 1907 · 
1908 · 
1909 · 
1910 · 
1911 · 
1912 · 
1913 · 
1914 · 
1915 · 
1916 · 
1917 · 
1918 · 
1919 · 
1920 · 
1921 · 
1922 · 
1923 · 
1924 · 
1925 · 
1926 · 
1927 · 
1928 · 
1929 · 
1930 · 
1931 · 
1932 · 
1933 · 
1934 · 
1935 · 
1936 · 
1937 · 
1938 · 
1939 · 
1940 · 
1941 · 
1942 · 
1943 · 
1944 · 
1945 · 
1946 · 
1947 · 
1948 · 
1949 · 
1950 · 
1952 ·
1952 · 
1953 · 
1954 · 
1955 · 
1956 · 
1957 · 
1958 · 
1959 · 
1960 · 
1961 · 
1962 · 
1963 · 
1964 · 
1965 · 
1966 · 
1967 · 
1968 · 
1969 · 
1970 · 
1971 · 
1972 · 
1973 · 
1974 · 
1975 · 
1976 · 
1977 ·
1978 · 
1979 · 
1980 · 
1981 · 
1982 · 
1983 · 
1984 · 
1985 · 
1986 · 
1987 · 
1988 · 
1989 · 
1990 ·
1991 · 
1992 · 
1993 · 
1994 ·
1995 · 
1996 · 
1997 · 
1998 · 
1999 · 
2000 · 
2001 · 
2002 · 
2003 · 
2004 · 
2005 · 
2006 · 
2007 · 
2008 · 
2009 · 
2010 · 
2011 · 
2012 · 
2013 ·
2014 ·
2015 ·
2016 ·
2017 ·
2018 ·
2019 ·
2020 ·
2021 ·
2022
Albanië ·
Algerije · 
Andorra · 
Argentinië ·
Australië ·
Azerbeidzjan ·
België ·
Bolivia ·
Bosnië en Herzegovina ·
Brazilië ·
Bulgarije ·
Canada ·
Chili ·
China ·
Colombia ·
Costa Rica ·
Cyprus ·
Denemarken ·
DDR ·
Duitsland ·
Ecuador ·
Egypte ·
Engeland · 
Estland ·
Faeröer ·
Finland ·
Frankrijk ·
Georgië ·
Ghana ·
Gibraltar ·
Griekenland ·
Honduras ·
Hongarije ·
Hongkong ·
Ierland ·
IJsland ·
Israël ·
Italië ·
Ivoorkust ·
Jamaica ·
Japan ·
Joegoslavië ·
Kameroen ·
Kenia ·
Kosovo ·
Kroatië ·
Letland ·
Liechtenstein ·
Litouwen ·
Luxemburg ·
Malta ·
Marokko ·
Mexico ·
Moldavië ·
Montenegro ·
Nederland ·
Nigeria ·
Noord-Ierland ·
Noorwegen ·
Oekraïne ·
Oman ·
Oostenrijk ·
Panama ·
Peru ·
Polen ·
Portugal ·
Qatar ·
Roemenië ·
Rusland ·
Saarland ·
San Marino ·
Schotland ·
Servië ·
Slovenië ·
Slowakije ·
Sovjet-Unie · 
Spanje ·
Togo ·
Tsjechië ·
Tsjecho-Slowakije ·
Tunesië ·
Turkije ·
Uruguay ·
Venezuela ·
VA Emiraten ·
Verenigde Staten ·
Wales ·
Wit-Rusland ·
Zimbabwe ·
Zuid-Korea ·
Zweden
Albanië (2016) ·
Argentinië (2014) ·
Brazilië (2018) ·
Chili (2010) ·
Costa Rica (2018) ·
Ecuador (2014) ·
Frankrijk (2006) ·
Frankrijk (2014) ·
Frankrijk (2016) ·
Frankrijk (2021) ·
Honduras (2010) · 
Honduras (2014) · 
Italië (2021) · 
Oekraïne (2006) ·
Portugal (2008)  · 
Portugal (2022) · 
Roemenië (2016) · 
Servië (2018) ·
Spanje (2010) ·
Spanje (2021) ·
Togo (2006) ·
Tsjechië (2008) ·
Turkije (2008) ·
Turkije (2021) ·
Wales (2021) ·
Zuid-Korea (2006) ·
Zweden (2018)